# Espienne
Die Espienne ist ein kleiner Fluss im Südwesten von Frankreich, der in den Départements Haute-Garonne und Gers der Region Okzitanien südwestlich der Stadt Toulouse verläuft.

## Geographie

### Verlauf
Die Espienne entspringt unter dem Namen Ruisseau des Piennes im Gemeindegebiet von Saint-Frajou, verläuft generell Richtung Nordost und mündet nach insgesamt rund 18 Kilometern im Gemeindegebiet von Samatan als linker Nebenfluss in die Aussoue.

### Orte am Fluss
(Reihenfolge in Fließrichtung)
- Bégare, Gemeinde Saint-Frajou
- Saman, Gemeinde Coueilles
- Bouillac, Gemeinde Agassac
- Le Sot, Gemeinde L’Isle-en-Dodon
- Martisserre
- Mirambeau
- Espienne, Gemeinde Garravet
- Montadet
- Puylausic
- La Ramondère, Gemeinde Lombez
- La Bourcarre, Gemeinde Samatan